# 이하선 (1831년)
이하선(李夏善, 1831년 9월 4일 ~ 1895년 8월 1일)은 조선 후기의 무신, 군인이자 학자이다. 자(字)는 대중(大中), 본관은 우계(羽溪)이다. 경기도 포천군 일동면 기산리 출신.
아버지는 이재만(李在晩)이고 어머니는 죽산안씨로 안광익(安光翼)의 딸이다. 증조부는 현백(顯栢 초명은 현채(顯采))이고, 할아버지는 익녕(益寧)이다. 경안역찰방과 호군을 역임한 이상우의 7대손으로 그의 셋째 아들 이인수의 6남 가선대부 동지중추부사 원석(元錫)의 5대손이다. 성균관진사 이재헌(李在憲)은 그의 숙부였다. 구한말의 협판 이재정은 그의 고조부 이한삼(李漢三)의 형 이한종(李漢宗)의 증손자로 그에게는 7촌 아저씨가 된다. 포천군 일동면 기산리 출신이다. 이상우가 족숙 이영구(李英久)의 양자로 입양되어 경기도 광주군 언주면에서 영평군 이동면 장암리로 이주하였고, 이상우의 여섯째 아들인 5대조 이원석(李元錫)이 일동면 기산리로 이주해 왔다.
아버지 이재만(李在晩)은 처음 이름은 만증(晩曾) 또는 만증(晩增)인데 뒤에 재만으로 개명했다. 형제로는 동생 이최선(李最善), 송명현(宋明鉉)에게 출가한 누이 등이 있다.
1848년(헌종 14년) 유학(幼學)으로, 그해 11월 8일 유학 이진택(李鎭宅)을 소두로 하여 경기도, 경상도, 충청도, 강원도, 전라도의 유생과 유학 8천여 명이 서얼허통을 연명상소할 때, 그도 유학 자격으로 연명상소에 동참, 서명하였다.
승문원이습관(肄習官)이 되었다가, 1876년(고종 13년) 3월 11일 승문원의 추천으로 군직(軍職)에 천거되었다. 1876년(고종 13년) 3월 11일 승문원의 천거로 승문원사자관(寫字官)이 되었다. 3월 13일 부사용에 임명되었다.
1891년(고종 28년) 1월 13일 부사맹이 되었다. 이후 적순부위 용양위부사맹(迪順副尉龍馬+襄衛副司猛), 선략장군 행용양위부사용에 이르렀다. 1895년(고종 32년) 8월 1일에 사망했다.
그보다 한 세대쯤 뒤에 전 학관 이최선(李最善)이 이름을 이하선(李夏善)으로 개명한 것을 이조를 통해 고종에게 보고, 개명을 윤허받았다. 이 이최선은 개명 전에는 그의 동생과 동명이인이었고, 개명 후에는 그와 동명이인이 된다.
묘소는 경기도 포천시 일동면 기산1리 덕현(德峴)마을 후록(後麓) 손좌(巽坐)에 부인 문화류씨와 합장되었다. 뒤에 포천시 일동면 기산리 소야 차작골(蘇野次作谷)로 이장되었다. 묘소 우측에는 후대에 세운 검은 오석의 비석이 세워져 있어 선략장군 적순부위 용양위부사맹 우계이공 하선 배 숙부인 문화류씨 묘라 새겨져 있다.

## 기타
그의 증조모 전주이씨는 효령대군 이보(孝寧大君 李補)의 12대손, 재양부정 이간의 8대손 첨추 이장혁(李鏘赫)의 딸이다. 증조부 이현백은 처가 쪽 왕실족보 선원록에는 이현채로 되어 있는데 현채는 증조부 현백의 처음 이름이었다. 현채에서 현백으로 이름을 개명한 시점은 알 수 없다.
그의 대고모부 이학천(李鶴天)은 진남군 이종생(鎭南君 李終生)의 15대손이고 철산수 효순(鐡山守 孝順)의 11대손이다.
그의 5촌 조카 이원일(李源一)은 1896년 5월 1일 영평군 세무주사(永平郡稅務主事), 서판임관 8등(敍判任官八等)을 역임했다. 다시 5월 4일 영평군 세무주사에 임명되었다. 그러나 젊은 나이에 일찍 사망하였다.

## 같이 보기
- 일동면
- 이재정
- 이재명
- 이극선